# 93 (getal)
93 (drieënnegentig) is het natuurlijke getal dat volgt op 92 en voorafgaat aan 94.
In de Franse taal (vooral in Frankrijk) is het getal 93 samengesteld uit meerdere telwoorden: quatre-vingt-treize (4 × 20 + 13). Andere Franstaligen, zoals de Belgen en de Zwitsers, gebruiken: nonante trois.

## In de natuurwetenschappen
- het atoomnummer van het scheikundig element Neptunium (Np).

## Overig
93 is ook:
- het jaar A.D. 93, 1693, 1793, 1893 en 1993.
- het landnummer voor internationale telefoongesprekken naar Afghanistan.